# Ritratto di Vincenzo Mosti
Il Ritratto di Vincenzo Mosti è un dipinto a olio su tela (85x67 cm) di Tiziano, databile al 1520 circa e conservato nella Galleria Palatina di Firenze.

## Storia
L'opera è citata in un inventario del 1687 come "copia di Tiziano creduta originale". In quello del 1815 è riferito alla "scuola veneziana" e in quello del 1829 a un autore ignoto. La valutazione si basava anche sullo stato della tela, peggiorato da ridipinture, dopo la cui pulitura si è potuta riscoprire la piena autografia tizianesca.
L'identificazione tradizionale fa il nome di Tommaso Mosti, esponente di una famiglia legata agli Este di Ferrara, sulla base di un'iscrizione sul retro, con caratteri seicenteschi: "Di Thomaso Mosti in età di anni XXV l'anno MDXXVI. Thitiano de Cadore pittore". In realtà Tommaso, secondogenito, intraprese la carriera ecclesiastica, per cui l'abito con cui è ritratto non sarebbe stato adeguato. Si tende piuttosto a riferire l'opera a suo fratello maggiore Vincenzo, conte dal 1526 e morto nel 1536, o tutt'al più ad Agostino, anticipandone la datazione al 1520 circa, compatibilmente anche con fattori stilistici. Secondo Robertson l'errore di datazione fu causato da un errore nel trascrivere uno zero chiuso male con un sei, e forse a quella data Tommaso non era ancora entrato nella condizione sacerdotale, anche se l'assenza di qualsiasi riferimento religioso rende più difficile sostenere questa seconda ipotesi.
Vincenzo Mosti fu consigliere personale di Alfonso I d'Este, che gli lasciò in eredità la propria tenuta di caccia presso Fossadalbero. Sempre a Ferrara si trova una casa gentilizia della nobile famiglia Mosti.
E al tempo del soggiorno alla corte estense del poeta Torquato Tasso, fu attivo tale Giulio Mosti, cui il poeta dedicò un suo componimento.

## Descrizione e stile
Da uno sfondo scuro emerge un personaggio maschile a mezza figura, girato di tre quarti verso destra, con lo sguardo rivolto allo spettatore. Indossa un'ampia casacca bordata di pelliccia, una berretta scura e una camicia bianca increspata al collo. La voporosa manica è posta in primo piano tramite il gesto di appoggiare il gomito su un parapetto immaginario che coincide col bordo inferiore del dipinto, su cui l'uomo, appoggiandovi la mano guantata, tiene un libro, simbolo della sua cultura.
Particolarmente efficace è la resa estetica del soggetto e le componenti psicologiche che trasmette: dignità, nobiltà d'animo, risolutezza, intelligenza. Nel rendere i diversi dettagli l'artista usò diversi tipi di pennellata: sfumata e delicata sul volto, marezzata di luce nel colletto della camicia, pastosa e visibile per la pelliccia. La modernità degli accordi cromatici e l'eleganza della composizione avvicinano l'opera a lavori come l'Uomo dal guanto del Louvre.